# کوجووار

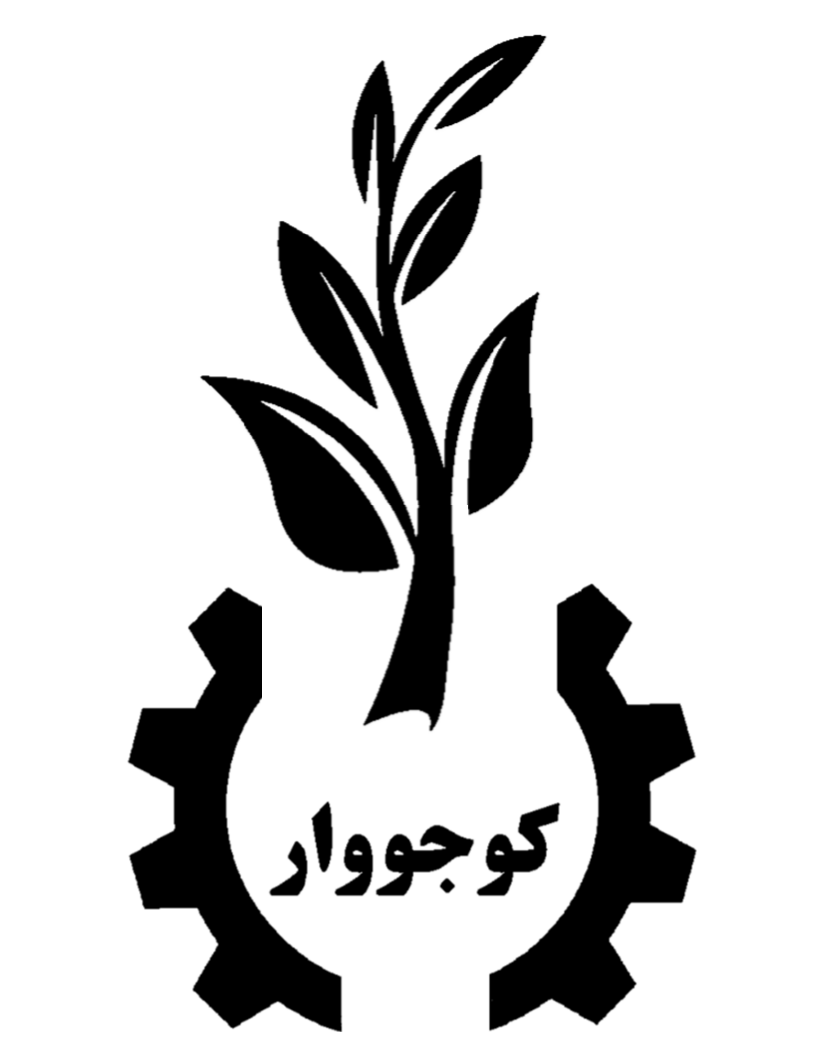
لوگوی محله کوجووار: نماد صنعت و سرسبزی

کوجووار یکی از محلات تاریخی شهر تبریز است. این محله در غرب شهر تبریز (جنب پالایشگاه و پتروشیمی) واقع شده و جزء محدودهٔ شهرداری منطقهٔ ۷ تبریز محسوب می‌شود. در ۲ بهمن ۱۳۸۵ خورشیدی، با مجوز کمیسیون نام‌گذاری معابر و اماکن عمومی شهر تبریز، نام این محله به‌دلیل حفظ نام‌های تاریخی، به صورت رسمی و قانونی از کجاباد به کجوار بازگردانده شد. همچنین شورای نامگذاری در تاریخ ۲ مرداد ۱۳۹۷ شیوة صحیح نگارش نام این مکان را به صورت «کوجووار» تصویب کرد.

## تاریخچه
ریشهٔ نام و تاریخ بنای کوجووار به درستی مشخص نیست و روایات مطرح شده در مورد این محله ناقص است. دو روایت مستند در مورد نام آن نقل شده‌است.
در زبان مردم قدیم منطقه، «کوجو» و «کوجی» نوعی پارچه پشمی بسیار جالب خوش بافت (شبیه جاجیم) با رنگ‌های متنوع اصیل طبیعی پشمی بود که به عنوان بالاپوش، روانداز، بارانی، پالتو، بورغه، چوخا و … استفاده می‌شد و همچنین اسباب و آلتی را هم می‌گفتند که در بافندگی، تارها را پس و پیش می‌کند. ☃☃ «وار» هم به معنای بودن و موجود بودن، تولید و به عمل آوردن است. پس «کوجووار» به معنای بسیار جالب جایگاهی است که در آن بهترین نوع پارچه پشمی مورد نیاز کشاورزان و دامداران و کاروانیان تولید و به بازار مصرف عرضه می‌شد. ☃☃☃☃↵روایت دیگر چنین است که واژه گوجووار به دوران هیتی‌ها برمیگردد که «گؤو» را خدای بزرگ خود می‌دانستند. «گؤو» در اصل به معنی آسمان ونیرو و زندگی وجنب وجوش است. برخی از مردم منطقه به این محله گوجووار می‌گویند که از این نام گرفته شده‌است.
نام‌های دیگری که برای کوجووار نوشته شده‌اند، عبارتند از کجاباد (Kojabad)، کجوار (Kojovar)، کجاآباد (Kojāābād)، کج‌آباد (Koj āābād) و گوجووار (Gujuvar).

## جمعیت

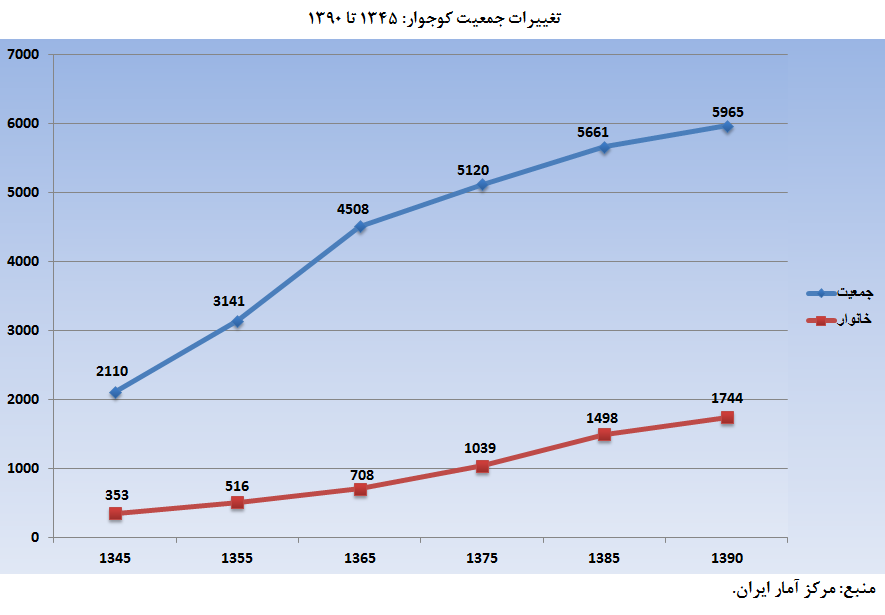
تغییرات جمعیت کوجووار بین سال‌های ۱۳۴۵ تا ۱۳۹۰ خورشیدی.

براساس سرشماری عمومی نفوس و مسکن سال ۱۳۹۵ خورشیدی، جمعیت کوجووار بالغ بر ۶٬۰۰۱ نفر بوده که از این تعداد ۳٬۱۷۰ نفر مرد و ۲٬۸۳۱ نفر زن بوده‌اند. همچنین برپایهٔ همین آمار، شمار خانوارهای ساکن در این محله بالغ بر ۱٬۸۸۱ خانوار بوده‌است.

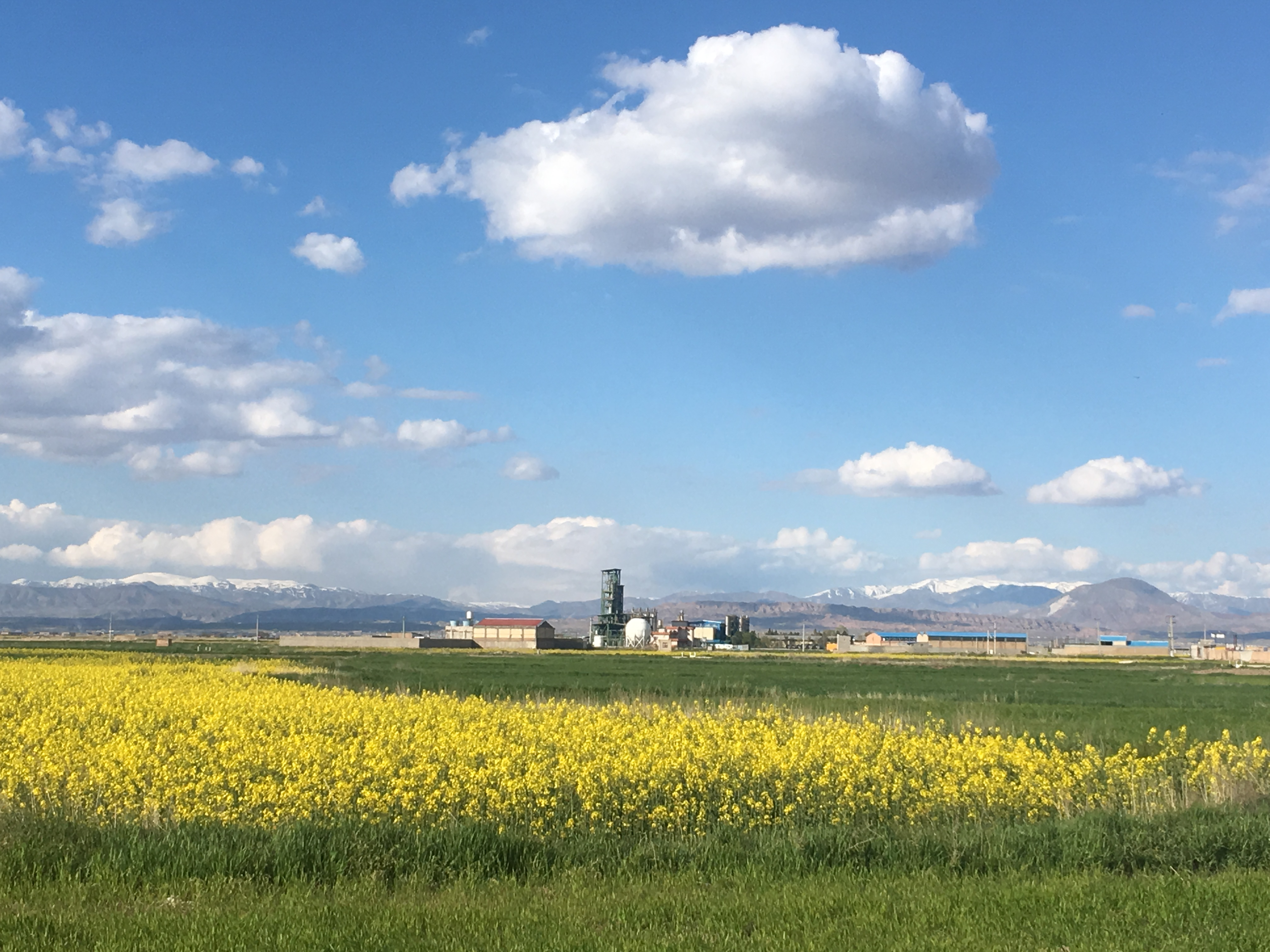
مزارع سرسبز و طلایی کوجووار

مزارع طلایی کوجووار

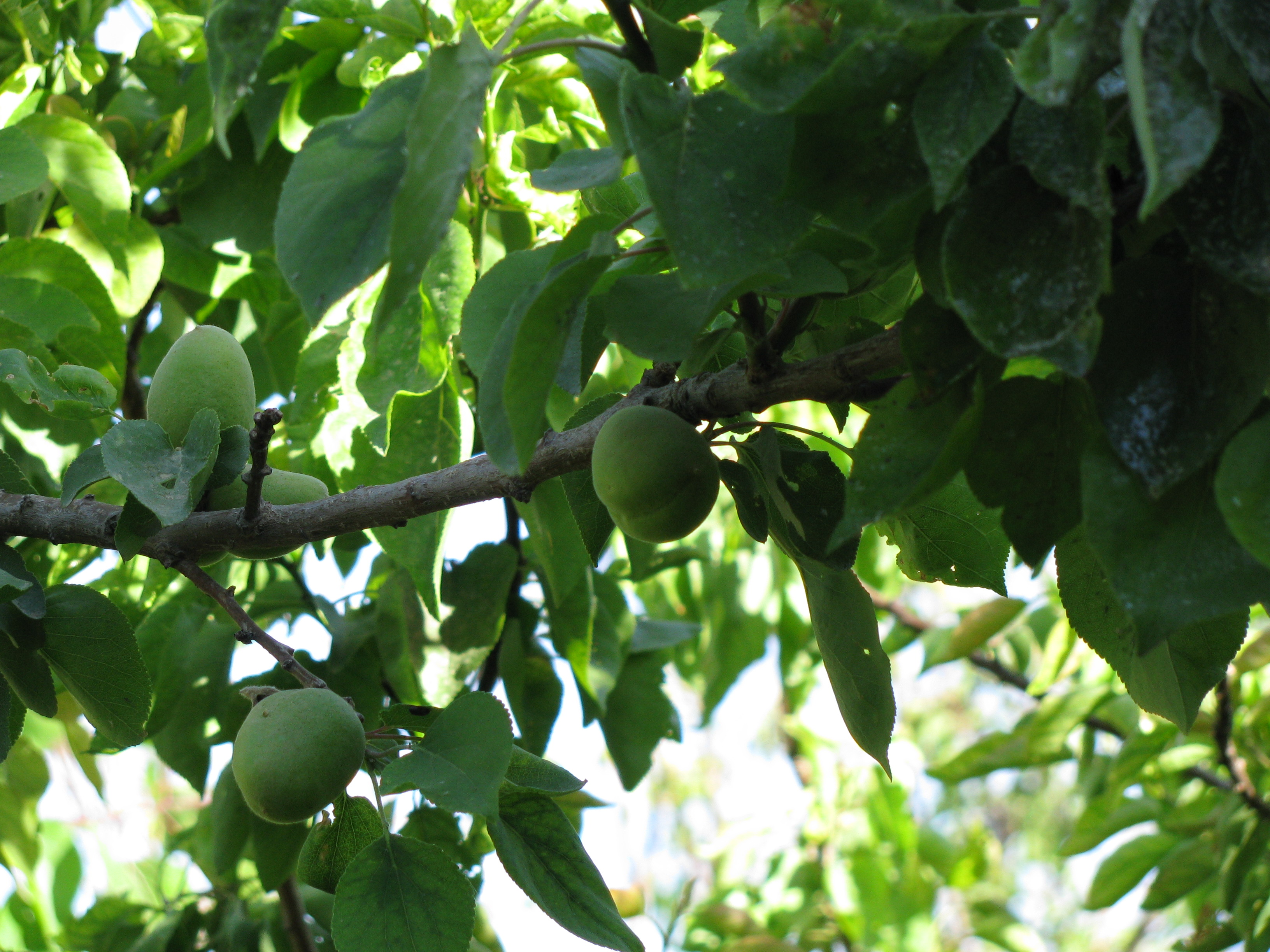
باغ‌های میوه در حال انقراض

## فرهنگ
خطهٔ کوجووار از دیرباز مهد مردان و زنان فرهنگ‌پرور و ادب‌دوست بوده‌است. شخصیت‌های علمی و ادبی که نام بلند آنها در کتب قدیمی ثبت شده اما با بی‌توجهی عموم مردم به فراموشی سپرده شده‌است.
ابوحفص عمر بن عبدالمؤمن بن یوسف کوجوواری بعد از مهاجرت به شهر بلخ و تحصیل علوم دینی شیخ‌الاسلام این شهر گردید. وی همراه مؤلف کتاب هدایه به سال ۵۴۴ هجری قمری (۵۲۸ هجری شمسی) عازم مکّه معظمه و مدینه منوره شدند و پس از انجام فریضه حج و زیارت مدینه در مراجعت به شهر همدان رفتند. وی در این سفر از صاحب هدایه بهره‌های علمی زیادی برد و روایاتی را از او آموخت، امّا در چندین سال بعد در بعضی از مسائل فقهی با صاحب هدایه اختلاف نظر پیدا کرد و دربارهٔ آنها با او به مناظره پرداخت.
رضوان کوجوواری دانشمند فاضل و شاعر شیرین‌سخن در این خطه زندگی می‌کرد. اشعار ایشان بیشتر به زبان ترکی و فارسی بوده و این بیت مطلع شعری از او است:
مین حوری غلمان اولا کونلوم سنی ایستر
مین مهر درخشان اولا کونلوم سنی ایستر
ترجمه فارسی:
هزاران حوری و غلمان اگر باشند باز این دل ترا خواهد
هزاران مهر رخشان هم اگر باشند باز این دل ترا خواهد

## اقتصاد
کوجووار قطب صنعت لوازم خانگی آذربایجان است و اکثر ساکنان این محله در کارگاه‌های صنعتی مشغول تولید لوازم خانگی و صنعتی (اجاق گاز، بخاری گازی، کولر آبی، یخچال فریزر و کابینت فلزی) هستند. تعداد این کارگاه‌ها بالغ بر ۳۰۰ واحد می‌باشد. در گذشته، این محله باغ‌ها و مزارع فراوانی را در خود جای داده بود که منبع درآمد ساکنان محسوب می‌شد؛ ولی امروزه به‌جهت مستقر شدن کارخانه‌های تولیدی و صنعتی شهر تبریز در این منطقه (همانند پالایشگاه و پتروشیمی تبریز) و آلودگی ناشی از آن، اکثر این باغ‌ها و مزارع کشاورزی از بین رفته‌اند. همچنین، آجر کوجووار که در کارخانه‌های آجرپزی اطراف این محله تولید می‌شود، یکی از مهم‌ترین کالاهای صادراتی منطقه به‌شمار می‌رود. گندم و کلزا نیز از مهم‌ترین محصولات کشاورزی این منطقه محسوب می‌شوند.

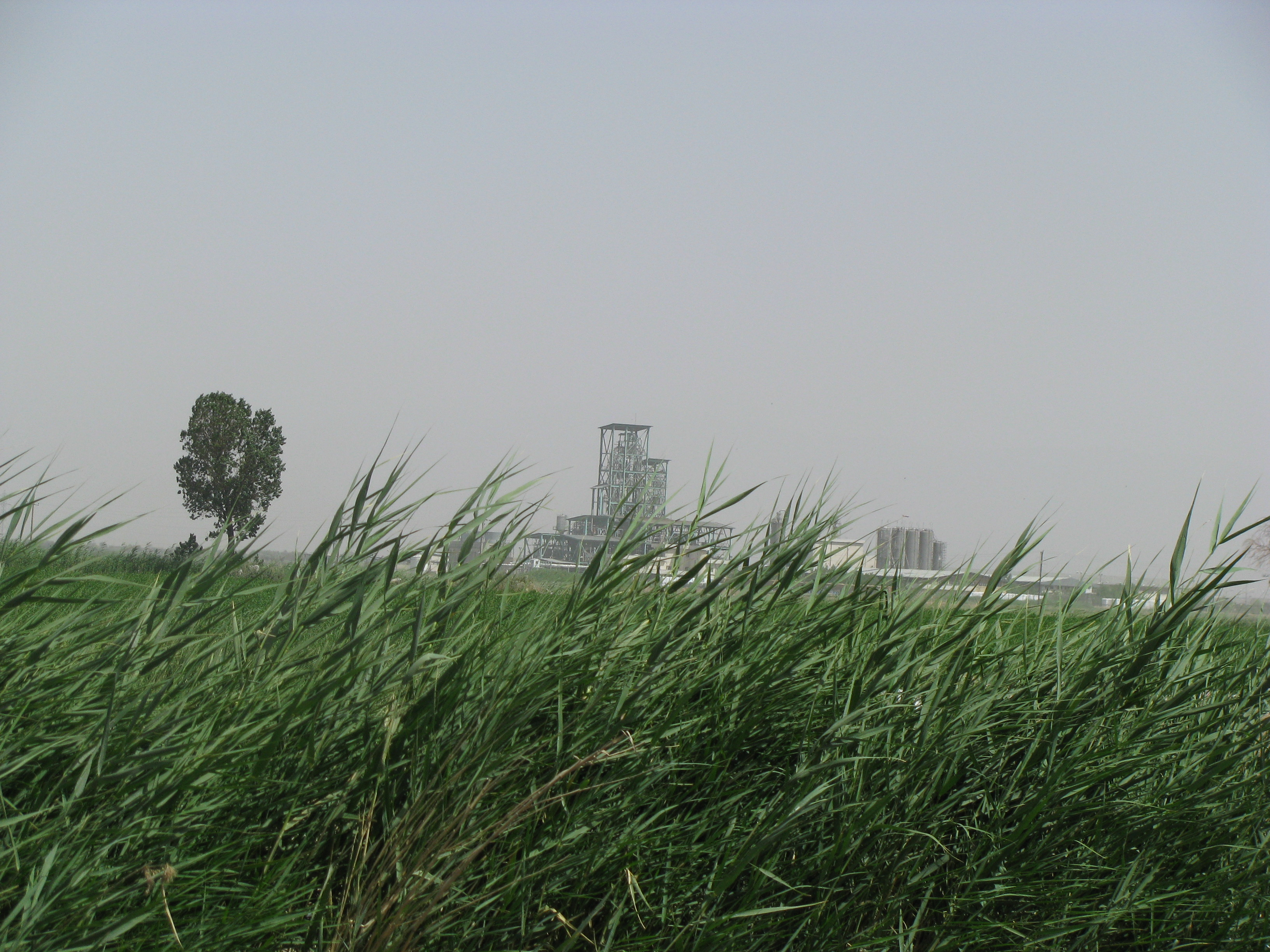
زمینهای کشاورزی در کنار شرکتهای صنعتی

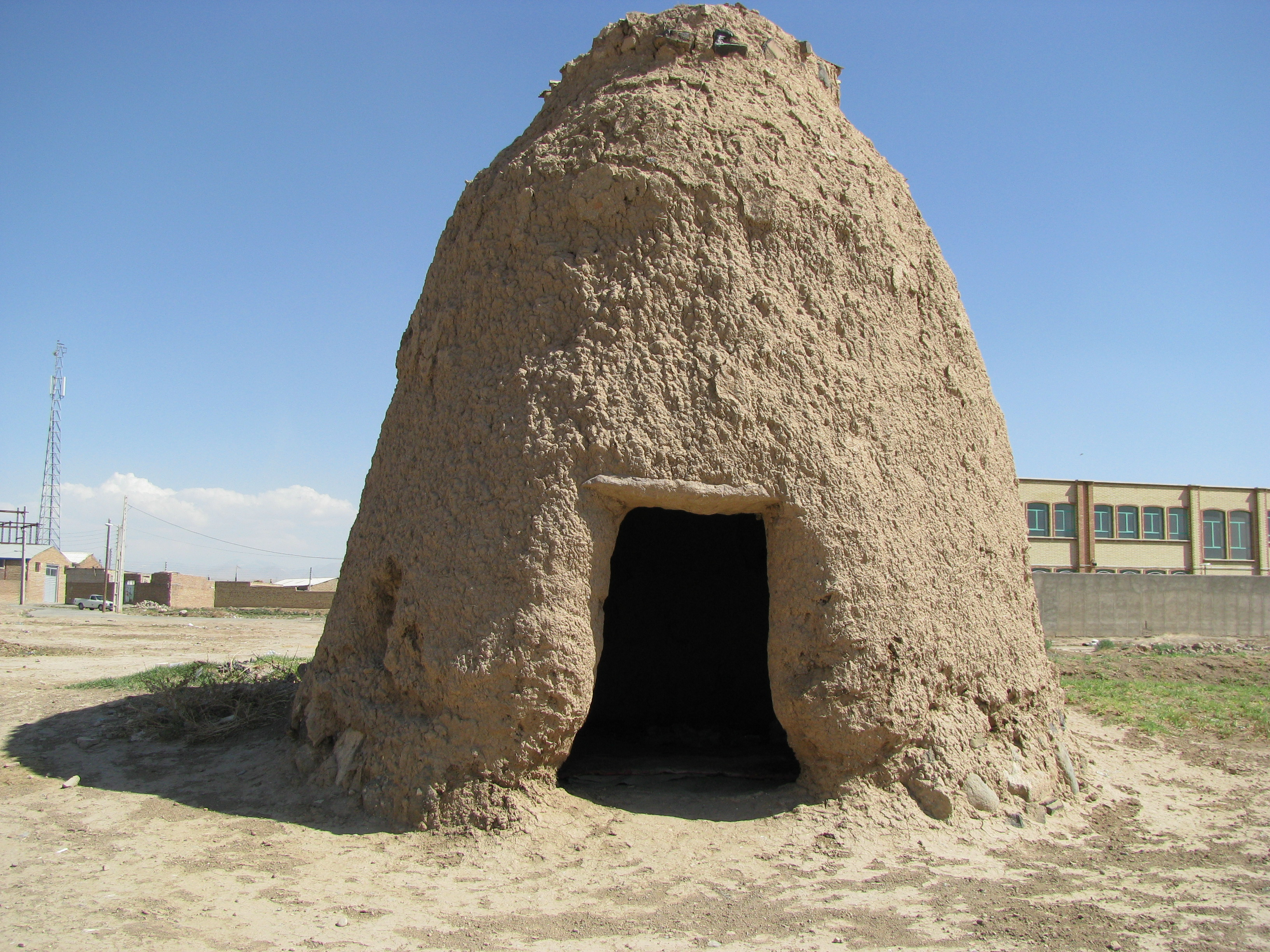
چارداخ در خرمنگاه قدیمی کوجووار

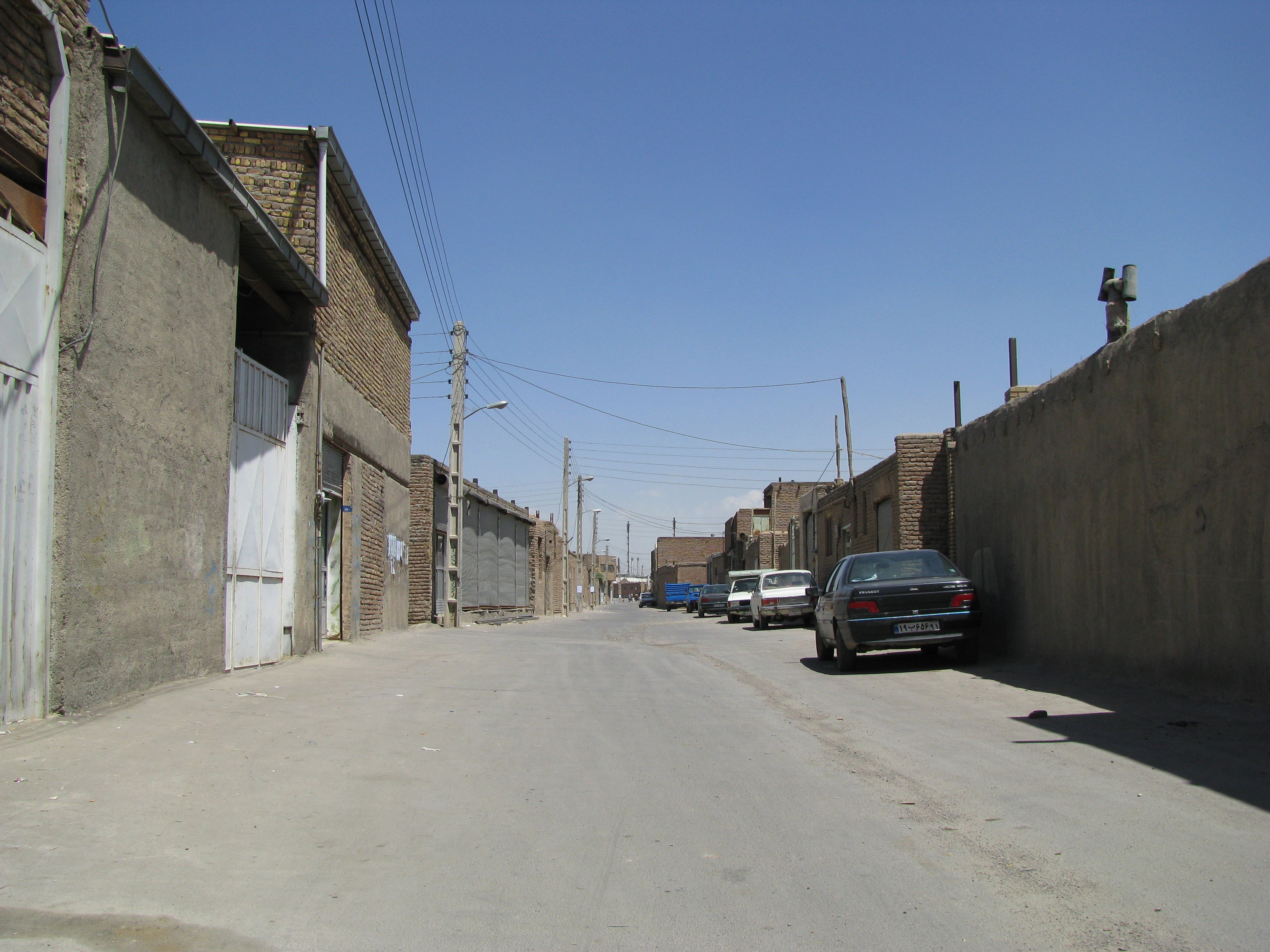
شوش یولو از محلات بزرگ کوجووار

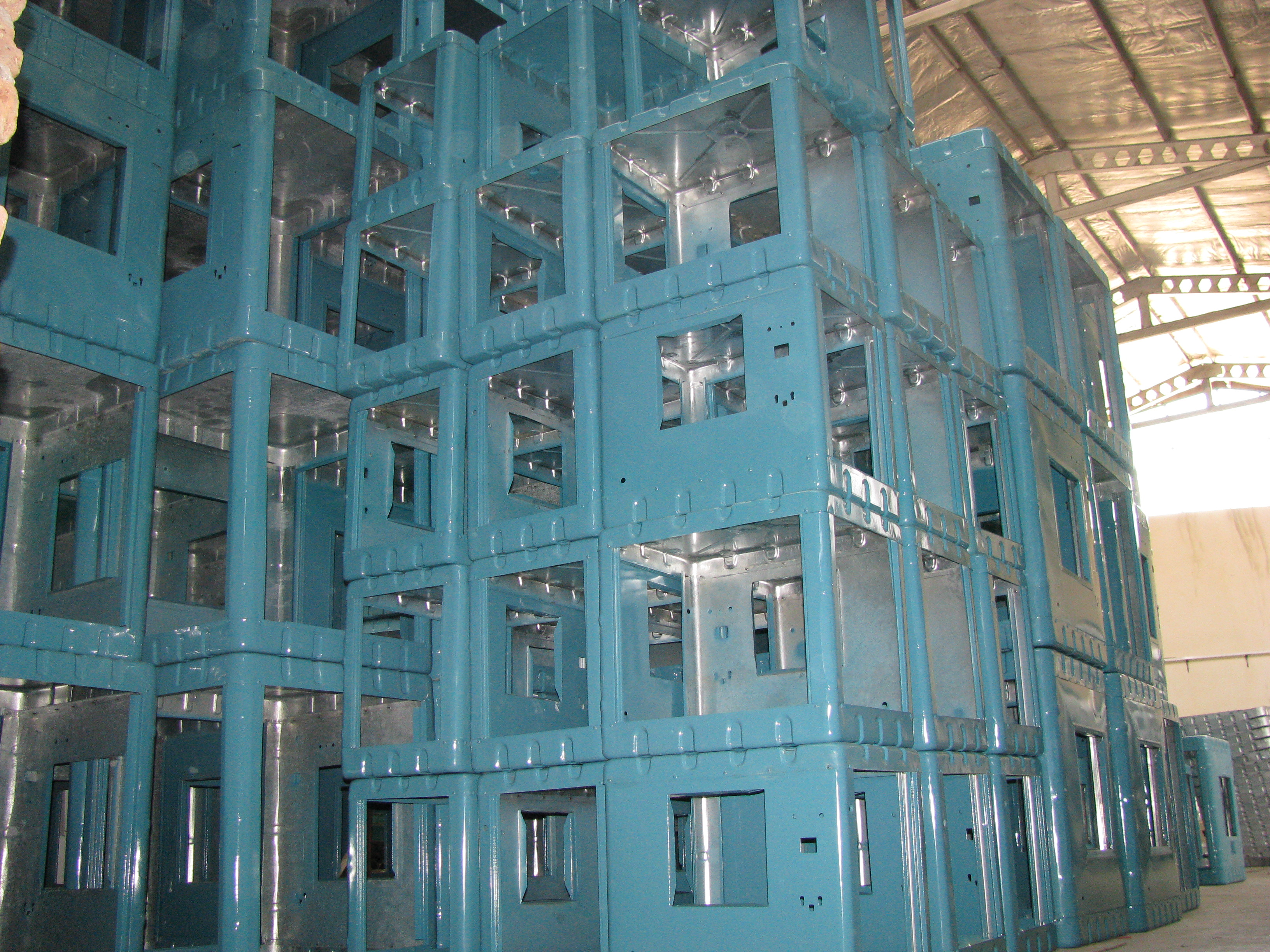
کارگاه صنعتی در کوجووار

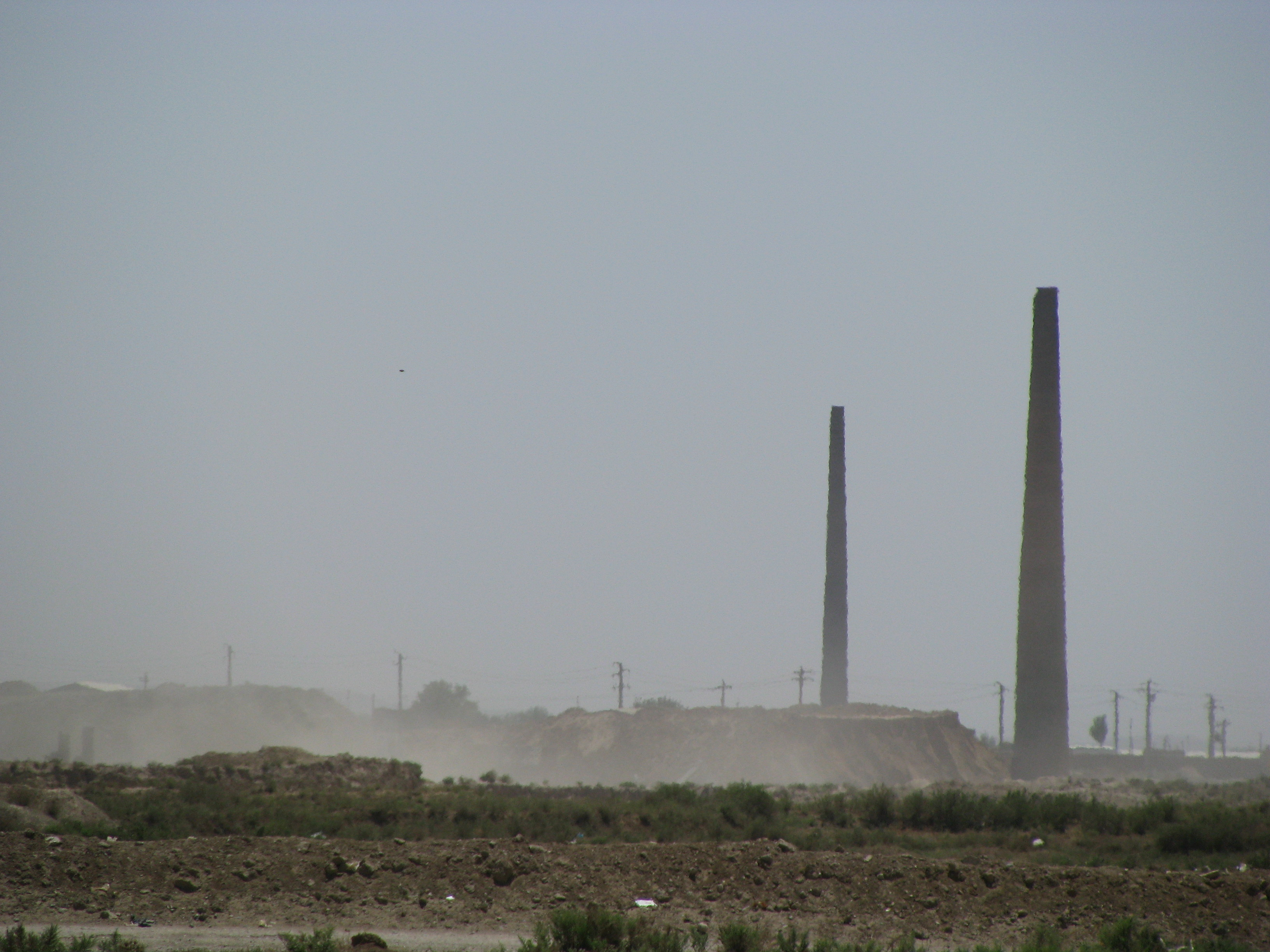
کارخانه‌های آجرسازی در کوجووار.

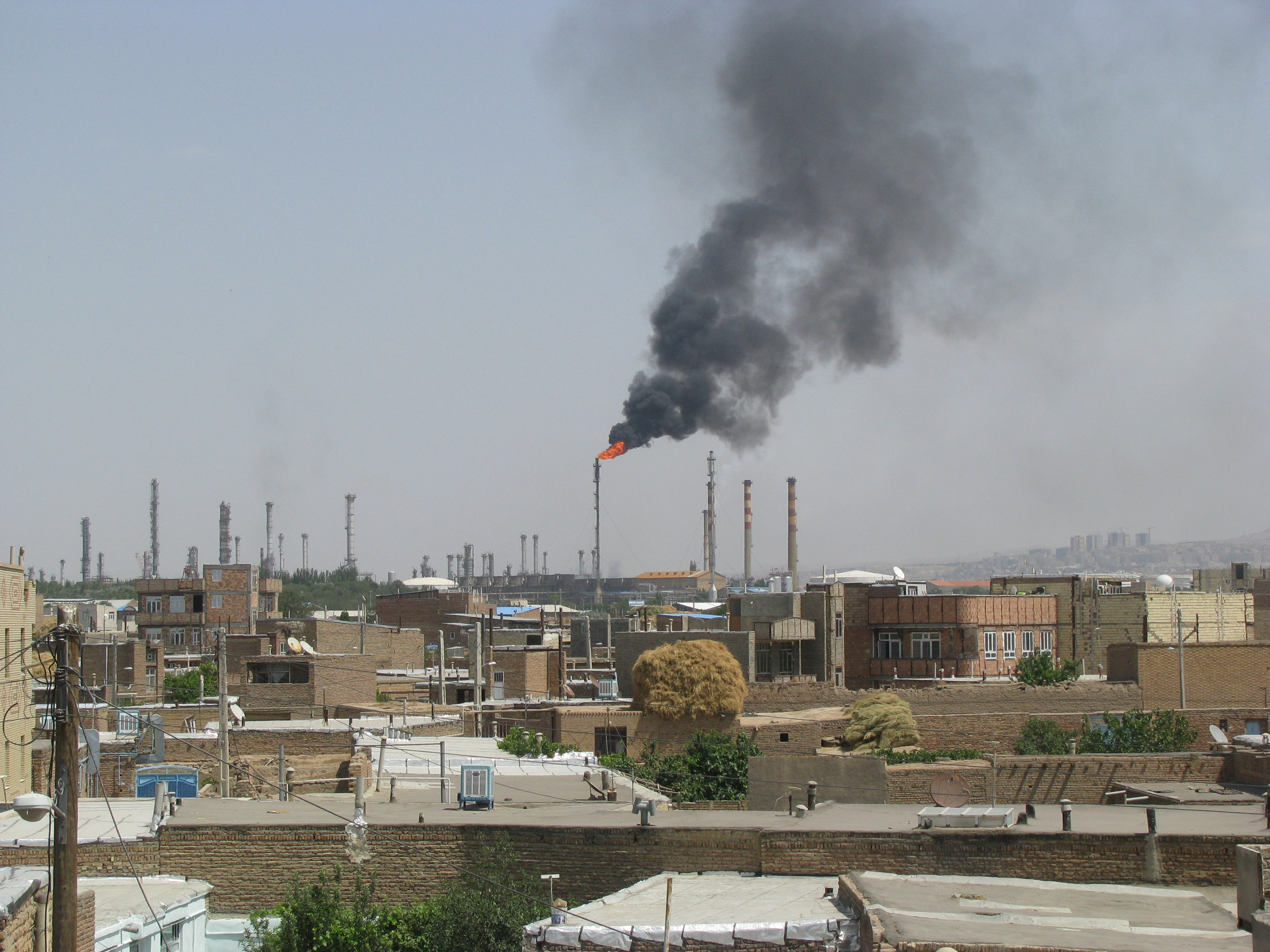
آلودگی هوا توسط پالایشگاه تبریز

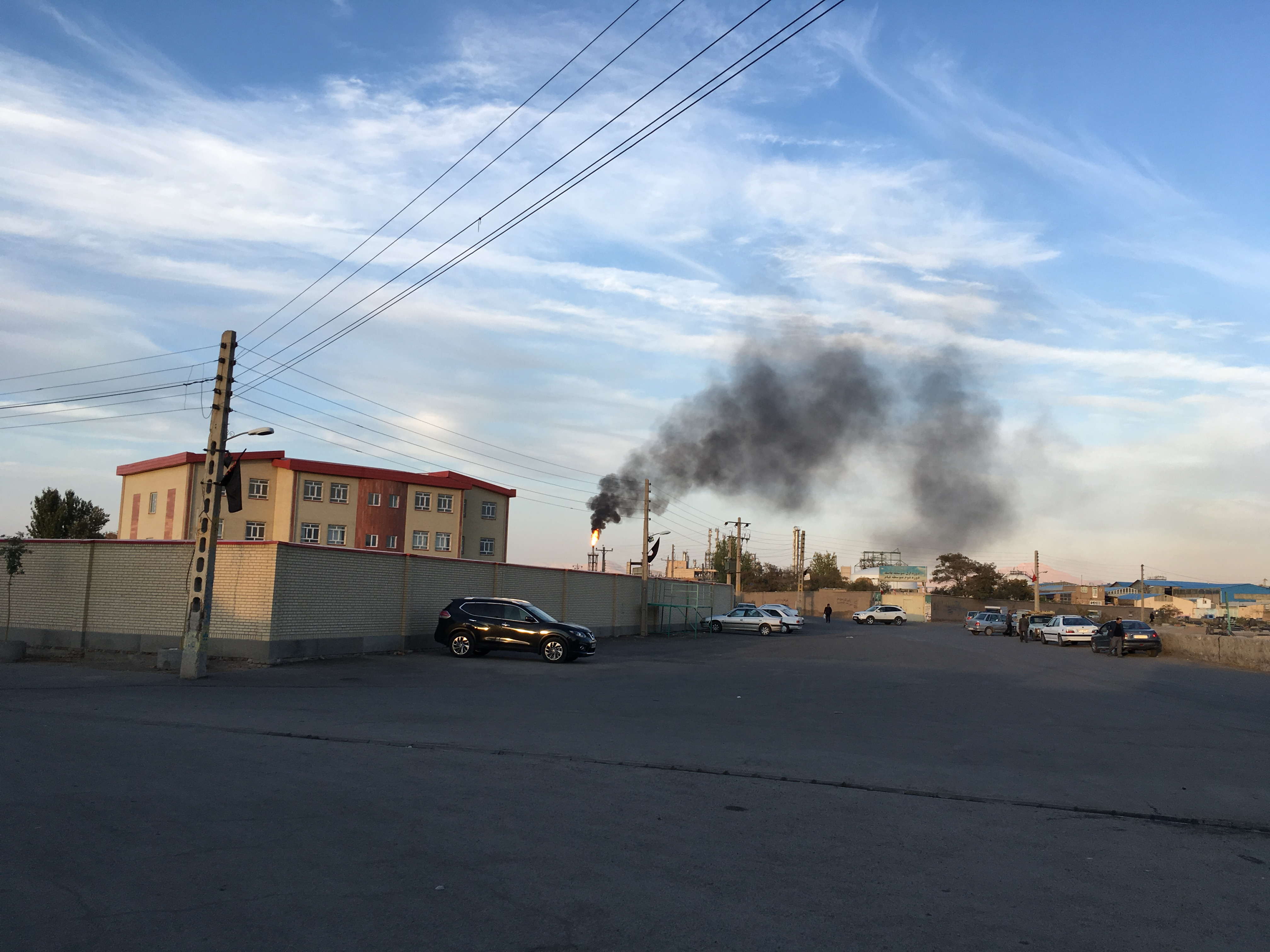
آلودگی هوا توسط پتروشیمی تبریز

## آلودگی
کوجووار به سبب مجاورت با شرکت‌های بزرگ صنعتی (بالاخص شرکت پالایش نفت تبریز، شرکت پتروشیمی تبریز و شرکت پلی‌نار) در معرض آلودگی شدید هوا، آب و خاک است. علی‌رغم تلاش فعالان محیط زیستی کوجووار تا الان بهبودی در اوضاع آلودگی منطقه حاصل نشده‌است.

## محلات کوجووار
«کند ایچی» نام مرکزی‌ترین محلهٔ کوجووار است. این محله از لحاظ کالبدی، اقتصادی و اجتماعی مرکز کوجووار محسوب می‌شود. به لحاظ تاریخی، عموماً محلات و کوچه‌های اصلی کوجووار به نام مقصدی نامگذاری شده‌اند که آن جاده بدان مقصد منتهی می‌شد. به عنوان مثال، جاده منتهی به سردرود و باغ معروف و مایان به نام «سردری یولو»، «باغ معروف یولو» و «مایان کوچه‌سی» نام نهاده شده‌اند. همچنین «شوش یولو» نام جاده‌ای است که در قدیم کوجووار را به جادهٔ شوسهٔ تبریز-آذرشهر وصل می‌کرد که با آمدن پالایشگاه تبریز این مسیر نیز قطع گردید. از دیگر محلات کوجووار می‌توان به «ناخیر یولو»، «خرمنگاه کوچه‌سی»، «شاهسون کوچه‌سی»، «مدرسه کوچه‌سی»، «مخابرات کوچه‌سی»، «گؤز دربندی» و «ماللا دربندی» اشاره کرد. در سال‌های اخیر، با آمدن مهاجرانی از بیرون محله‌ای به نام «قره داغلی‌لار محله‌سی» نیز در قسمت غرب کوجووار شکل گرفته‌است.

## مسجد محمدحنفیه و مذهب کیسانیه
مسجد محمد حنفیه واقع در شمال کوجووار یکی از اماکن تاریخی و مذهبی این منطقه می‌باشد. بنا به روایتی قبل از نهضت قیزیل باش‌ها مردمان منطقه کیسانی مذهب بودند؛ که این بنا متعلق به این مذهب می‌باشد. بنای قبلی این مسجد از خشت خام، چوب و کاه‌گل بوده‌است، اما بنای جدیدی سال ۱۳۵۶ به بعد توسعه یافته و بازسازی شده بود که از آجر، آهن و سیمان بوده. بنا به گفته اهالی، قبلاً یک قبر در محل مسجد وجود داشته، اما در بازسازی بنا از بین رفته‌است. سنگی حاوی قدمگاه یکی از معصومین (ع) در مسجد وجود داشته که از سرنوشت آن اطلاعی در دست نیست.

## فاصله نزدیکترین شهرها و روستاها از کوجووار
- شمال (مایان علیا: ۶٫۴ کیلومتر؛ خواجه‌دیزج: ۸٬۲ کیلومتر)
- جنوب (سردرود: ۵ کیلومتر؛ قلعه‌چه: ۶٫۲ کیلومتر)
- شرق (خلجان: ۸٫۴ کیلومتر؛ آخماقیه: ۶٫۴ کیلومتر)
- غرب (باغ معروف: ۴٫۶ کیلومتر؛ مایان سفلی: ۴٫۲ کیلومتر)

## فاصله بقیه شهرها، روستاها و محلات اطراف از کوجووار
- شیخ‌حسن: ۶٫۶ کیلومتر
- رواسان: ۷٫۱ کیلومتر
- اسبس: ۸٫۷ کیلومتر
- قراملک: ۹٫۸ کیلومتر
- ینگی‌کند: ۹٫۹ کیلومتر
- نوجه‌ده: ۱۰٫۷ کیلومتر
- لاله: ۱۰٫۹ کیلومتر
- الوار علیا: ۱۱٫۱ کیلومتر
- ورنق: ۱۱٫۸ کیلومتر
- الوار سفلی: ۱۲٫۱ کیلومتر
- لاهیجان: ۱۲٫۲ کیلومتر
- آخوله: ۱۲٫۳ کیلومتر
- اسفهلان: ۱۳٫۱ کیلومتر
- ساری‌داغ: ۱۳٫۴ کیلومتر
- بارانلو: ۱۴ کیلومتر
- فرودگاه تبریز: ۱۵٫۲ کیلومتر
- سهلان: ۱۵٫۳ کیلومتر
- اسنجان: ۱۵٫۶ کیلومتر
- قزل‌دیزج: ۱۵٫۷ کیلومتر
- کرجان: ۱۶٫۳ کیلومتر
- قره‌تپه: ۱۶٫۸ کیلومتر
- خسروشهر: ۱۷٫۳ کیلومتر
- آناخاتون: ۱۷٫۷ کیلومتر
- باویل سفلی: ۱۸ کیلومتر
- باویل علیا: ۱۸ کیلومتر
- تازه‌کند ۱۸٫۳ کیلومتر
- کلجاه: ۱۸٫۵ کیلومتر